# Cédric Lalonde-McNicoll
Pour les articles homonymes, voir Lalonde et McNicoll.
Cédric Lalonde-McNicoll (né le 28 août 1988 à Longueuil, dans la province de Québec au Canada) est un joueur professionnel canadien de hockey sur glace.

## Carrière de joueur
Malgré ses exploits sur la glace au niveau junior, il n'est pas repêché par un club de la Ligue nationale de hockey. Il se mérite à deux reprises le Trophée Frank-J.-Selke dans la Ligue de hockey junior majeur du Québec et est nommé dans la 1re équipe d'étoiles en 2009 après à une saison de 104 points.
Au terme de la saison 2008-2009, il signe un contrat de trois saisons avec l'Avalanche du Colorado et fait ses débuts professionnels avec le club-école de ces derniers en 2009-2010. Il est échangé en cours de saison aux Hurricanes de la Caroline avec un choix de 6e ronde de repêchage en retour de Harrison Reed et de Stéphane Yelle. Il dispute deux autres saisons avec le club affilié aux Hurricanes avant de se retirer de la compétition en 2012. Il revient au jeu pour la saison 2013-2014 alors qu'il rejoint les Redmen de l'université McGill.

## Statistiques
| Saison    | Équipe                               | Ligue |    | Saison régulière | Saison régulière | Saison régulière | Saison régulière | Saison régulière |    | Séries éliminatoires | Séries éliminatoires | Séries éliminatoires | Séries éliminatoires | Séries éliminatoires |
| Saison    | Équipe                               | Ligue | PJ | B                | A                | Pts              | Pun              | PJ               | B  | A                    | Pts                  | Pun                  |                      |                      |
| 2004-2005 | Riverains du Collège Charles-Lemoyne | QAAA  | 41 | 20               | 24               | 44               | 30               | 4                | 2  | 2                    | 4                    | 21                   |                      |                      |
| 2004-2005 | Cataractes de Shawinigan             | LHJMQ | 1  | 0                | 1                | 1                | 0                | 1                | 0  | 0                    | 0                    | 0                    |                      |                      |
| 2005-2006 | Cataractes de Shawinigan             | LHJMQ | 67 | 13               | 17               | 30               | 34               | 10               | 1  | 7                    | 8                    | 2                    |                      |                      |
| 2006-2007 | Cataractes de Shawinigan             | LHJMQ | 47 | 16               | 30               | 46               | 14               | 4                | 4  | 1                    | 5                    | 0                    |                      |                      |
| 2007-2008 | Cataractes de Shawinigan             | LHJMQ | 69 | 43               | 40               | 83               | 20               | 5                | 0  | 8                    | 8                    | 6                    |                      |                      |
| 2008-2009 | Cataractes de Shawinigan             | LHJMQ | 65 | 38               | 66               | 104              | 22               | 21               | 16 | 17                   | 33                   | 6                    |                      |                      |
| 2009-2010 | Checkers de Charlotte                | ECHL  | 3  | 1                | 3                | 4                | 0                | -                | -  | -                    | -                    | -                    |                      |                      |
| 2009-2010 | Everblades de la Floride             | ECHL  | 5  | 1                | 3                | 4                | 0                | 6                | 0  | 2                    | 2                    | 0                    |                      |                      |
| 2009-2010 | Monsters du lac Érié                 | LAH   | 45 | 5                | 8                | 13               | 10               | -                | -  | -                    | -                    | -                    |                      |                      |
| 2009-2010 | River Rats d'Albany                  | LAH   | 7  | 2                | 0                | 2                | 0                | -                | -  | -                    | -                    | -                    |                      |                      |
| 2010-2011 | Everblades de la Floride             | ECHL  | 29 | 7                | 17               | 24               | 8                | -                | -  | -                    | -                    | -                    |                      |                      |
| 2010-2011 | Checkers de Charlotte                | LAH   | 15 | 6                | 8                | 14               | 2                | -                | -  | -                    | -                    | -                    |                      |                      |
| 2011-2012 | Everblades de la Floride             | ECHL  | 32 | 15               | 15               | 30               | 12               | 18               | 4  | 17                   | 21                   | 8                    |                      |                      |
| 2011-2012 | Checkers de Charlotte                | LAH   | 17 | 1                | 2                | 3                | 6                | -                | -  | -                    | -                    | -                    |                      |                      |
| 2013-2014 | Redmen de McGill                     | SIC   | 23 | 15               | 20               | 35               | 8                | -                | -  | -                    | -                    | -                    |                      |                      |
| 2014-2015 | Redmen de McGill                     | SIC   | 25 | 11               | 23               | 34               | 8                | -                | -  | -                    | -                    | -                    |                      |                      |

## Trophées et honneurs personnels
- Ligue de hockey junior majeur du Québec
  - 2008 et 2009 : récipiendaire du trophée Frank-J.-Selke
  - 2009 : nommé dans la 1re équipe d'étoiles
- Ligue canadienne de hockey
  - 2008 & 2009 : meilleur état d'esprit de la Ligue canadienne de hockey